# Metallata funesta
Metallata funesta là một loài bướm đêm trong họ Erebidae.